# Clemis Eugene Kaplan
Clemis Eugene Kaplan – duchowny Syryjskiego Kościoła Ortodoksyjnego, od 1991 biskup Zachodnich Stanów Zjednoczonych. Sakrę otrzymał 12 kwietnia 1991 roku.